# تپه قاسم
تپه قاسم مربوط به عصر مس - هزاره اول قبل از میلاد است و در شهرستان تکاب، بخش مرکزی، دهستان انصار، روستای دورباش واقع شده و این اثر در تاریخ ۷ اسفند ۱۳۸۵ با شمارهٔ ثبت ۱۷۷۴۸ به‌عنوان یکی از آثار ملی ایران به ثبت رسیده است.